# 无锡体育公园
31°34′03″N 120°17′41″E / 31.56738°N 120.29479°E

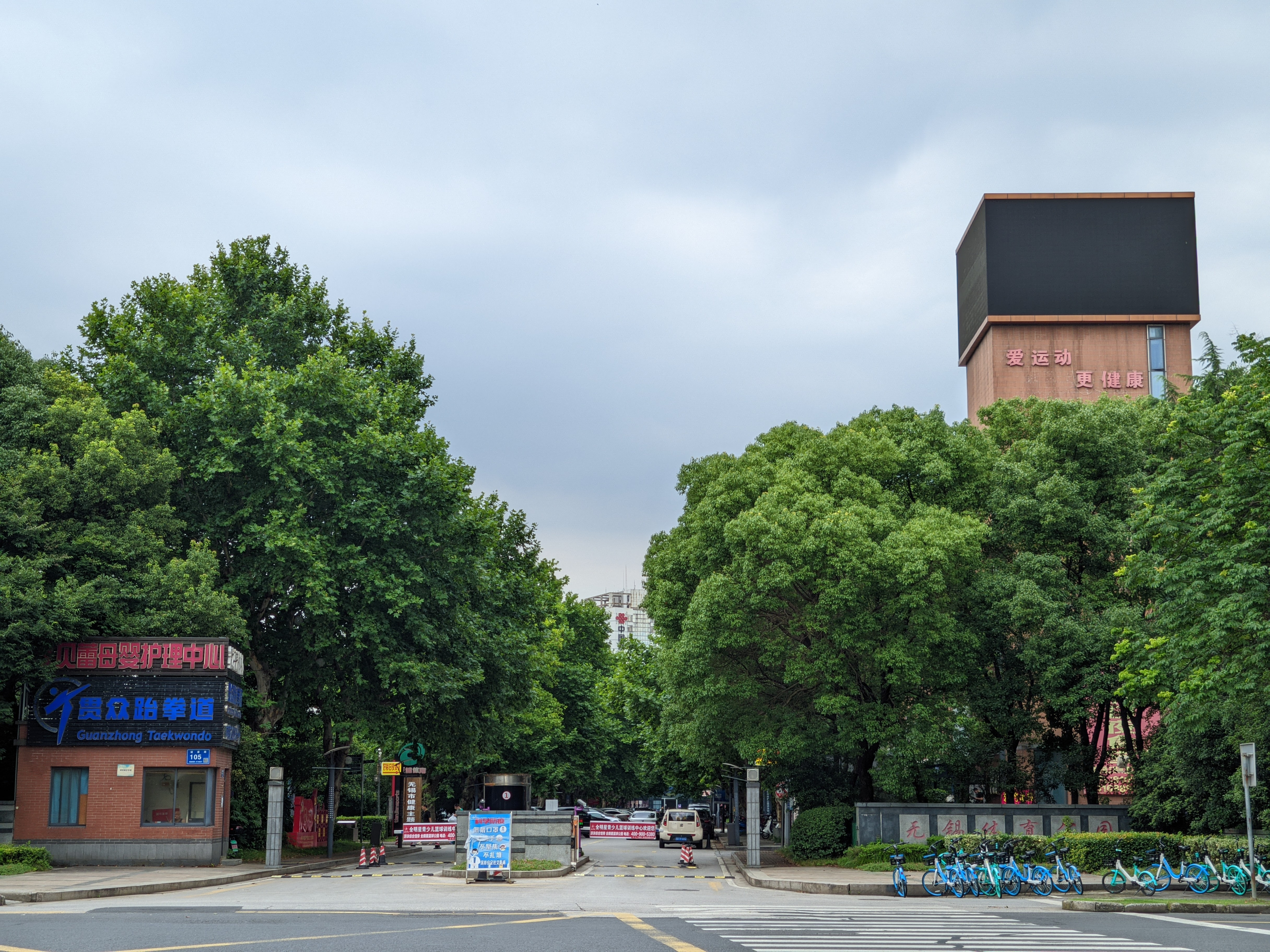
无锡体育公园西北门

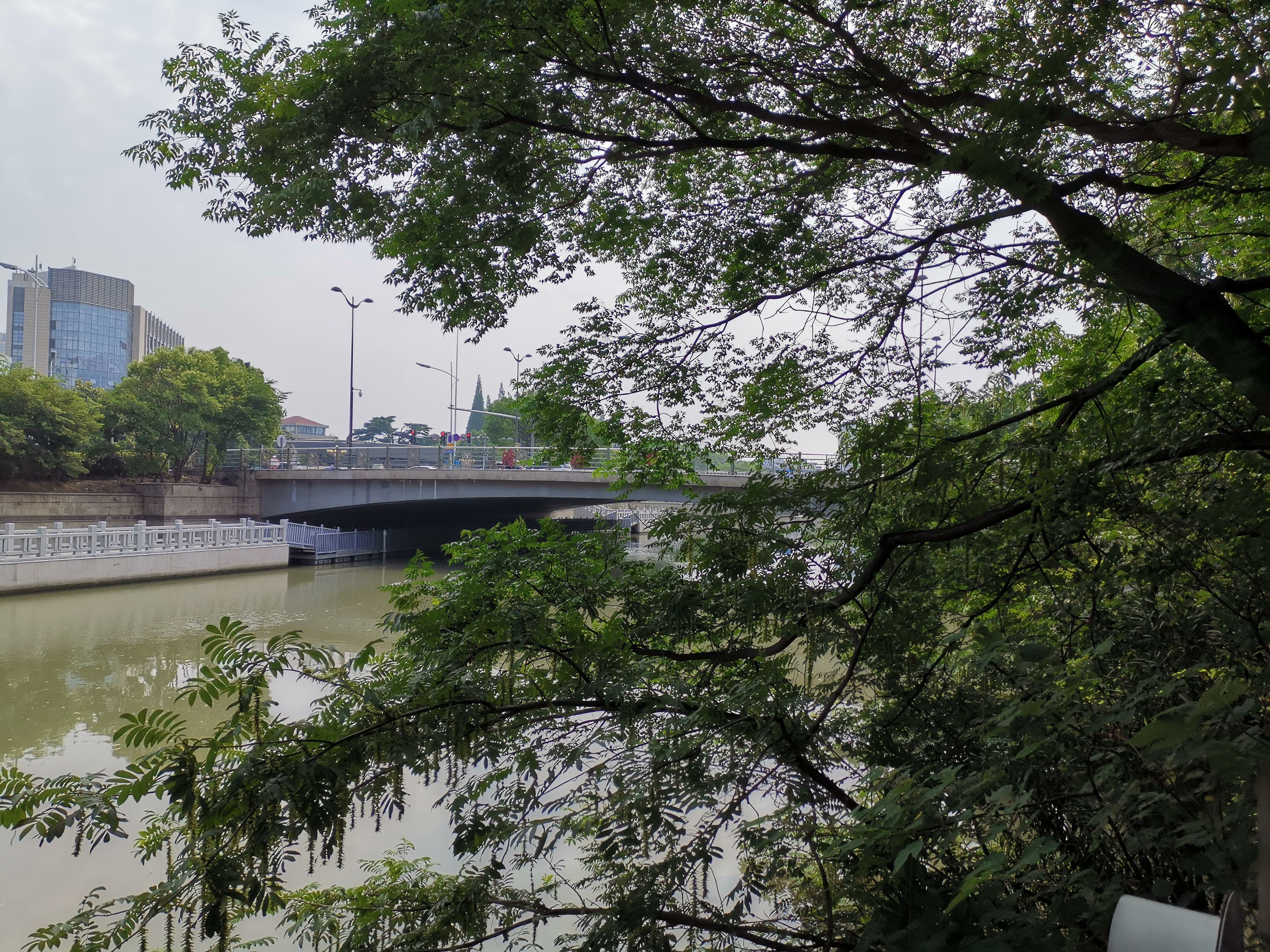
从无锡体育公园观清扬桥

无锡体育公园，是位于中华人民共和国江苏省无锡市梁溪区的一个公立公园。

## 沿革
1950年3月，无锡市人民政府拨款，组织失业工人在南门外建造无锡市人民体育场。1951年4月建成，占地面积13.3万平方米，可容纳10万多人，是当时苏南地区最大的体育场。1999年9月30日，无锡市体育公园揭牌开园仪式在健康路举行，洪锦炘和吴新雄揭牌。公园一期工程占地10.67公顷，总投资达1200万元，分为南北两个广场。绿化面积为2.2万平方米，共种植悬铃木、雪松等乔木。此外，体育公园内还新建网球场和篮球场等。

## 相关
- 体育场桥
- 清扬桥